# Ligne Daxing
Ne doit pas être confondu avec Daxing Airport Express.
La ligne Daxing est l'une des 23 lignes du réseau métropolitain de Pékin, en Chine.

## Historique
La ligne est ouverte à la circulation le 30 décembre 2010.

## Tracé et stations
La ligne circule sur 21,7 km entre les stations Gongyixiqiao, dans le district de Fengtai et Tiangongyuan, dans le district de Daxing au sud de l'agglomération pékinoise. Elle prolonge la ligne 4, avec laquelle elle est en correspondance aux stations Gongyixiqiao et Xingong.